# Kathedrale von Teruel

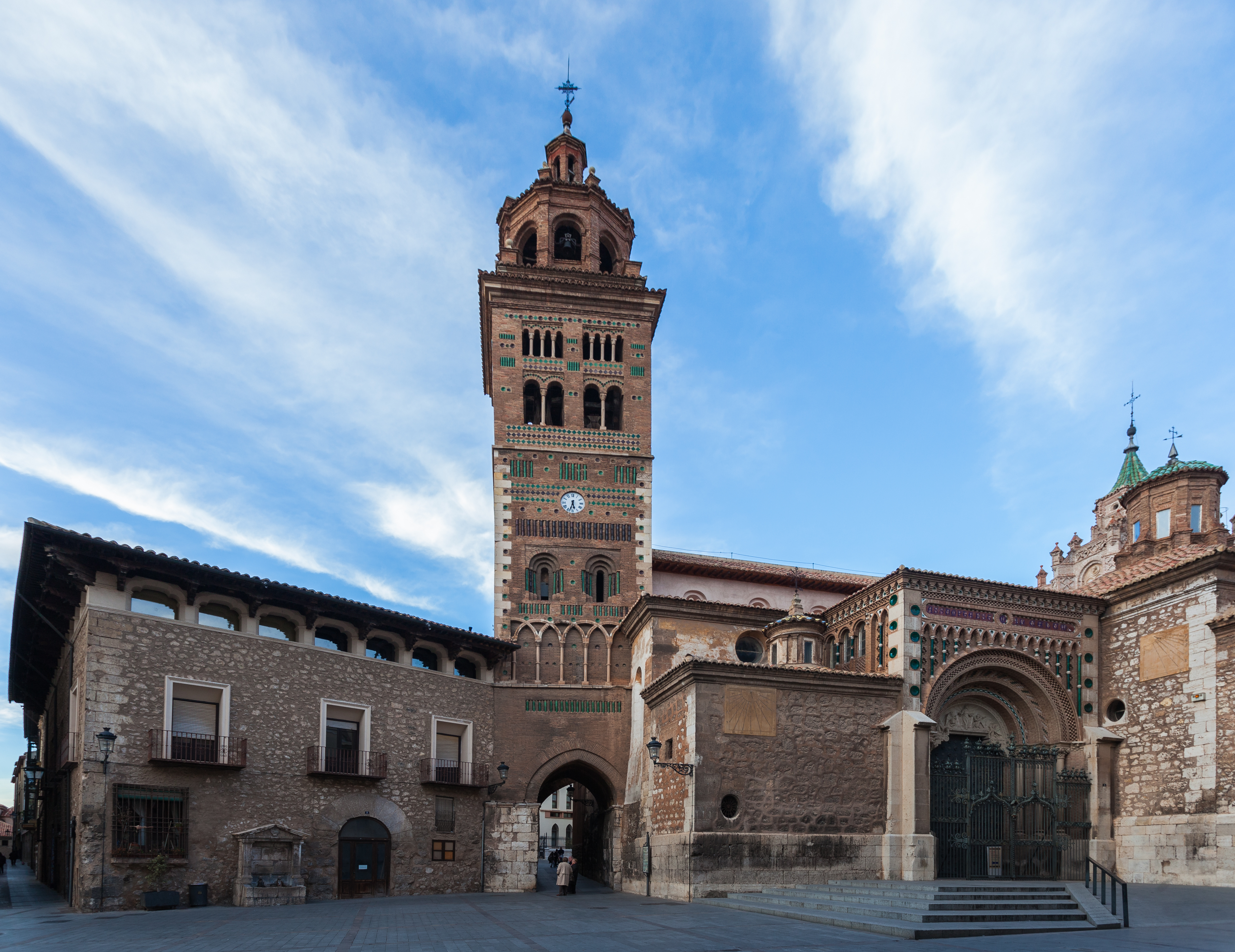
Kathedrale von Teruel

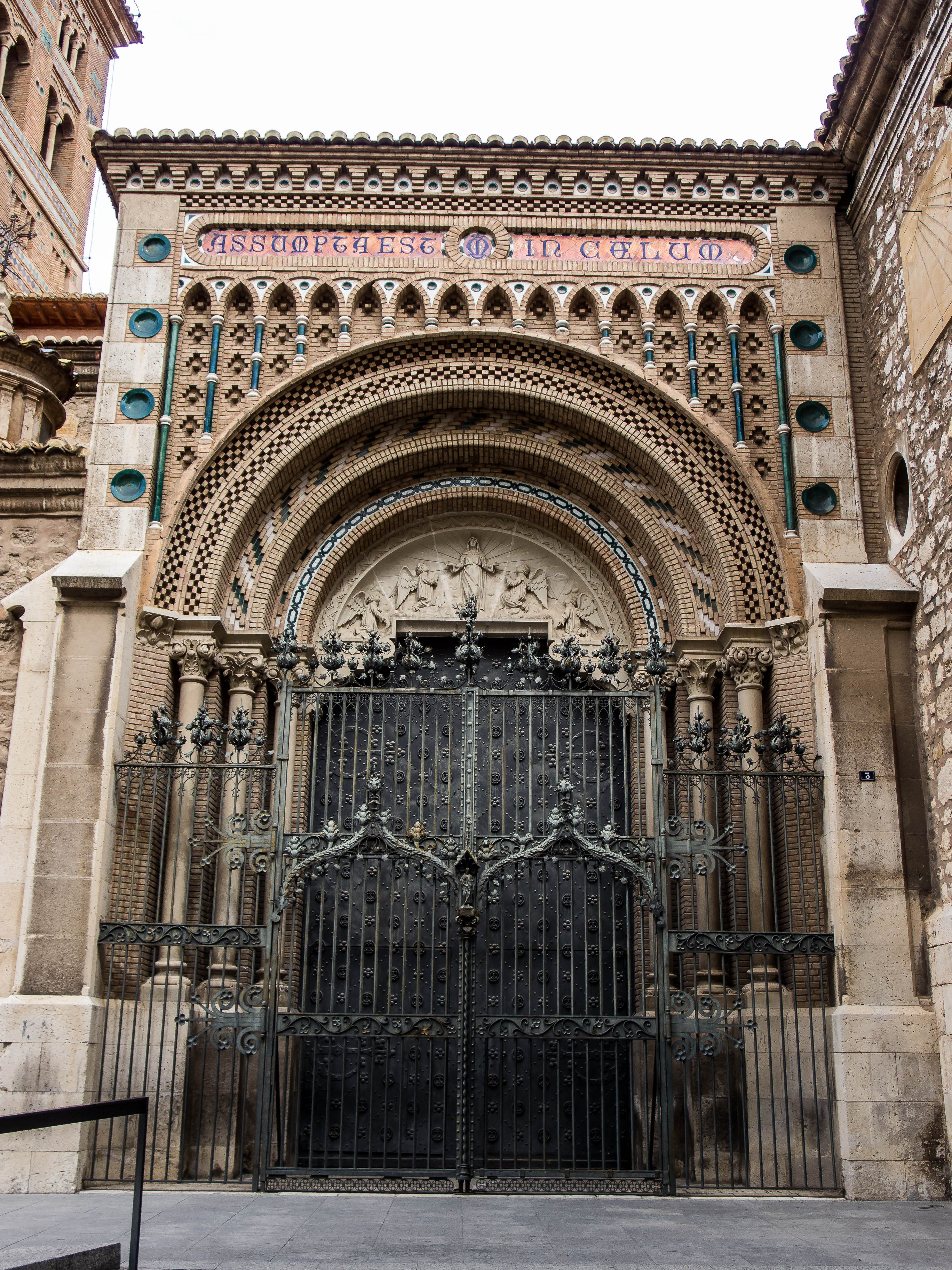
Südportal im Neomudéjar-Stil (1909)

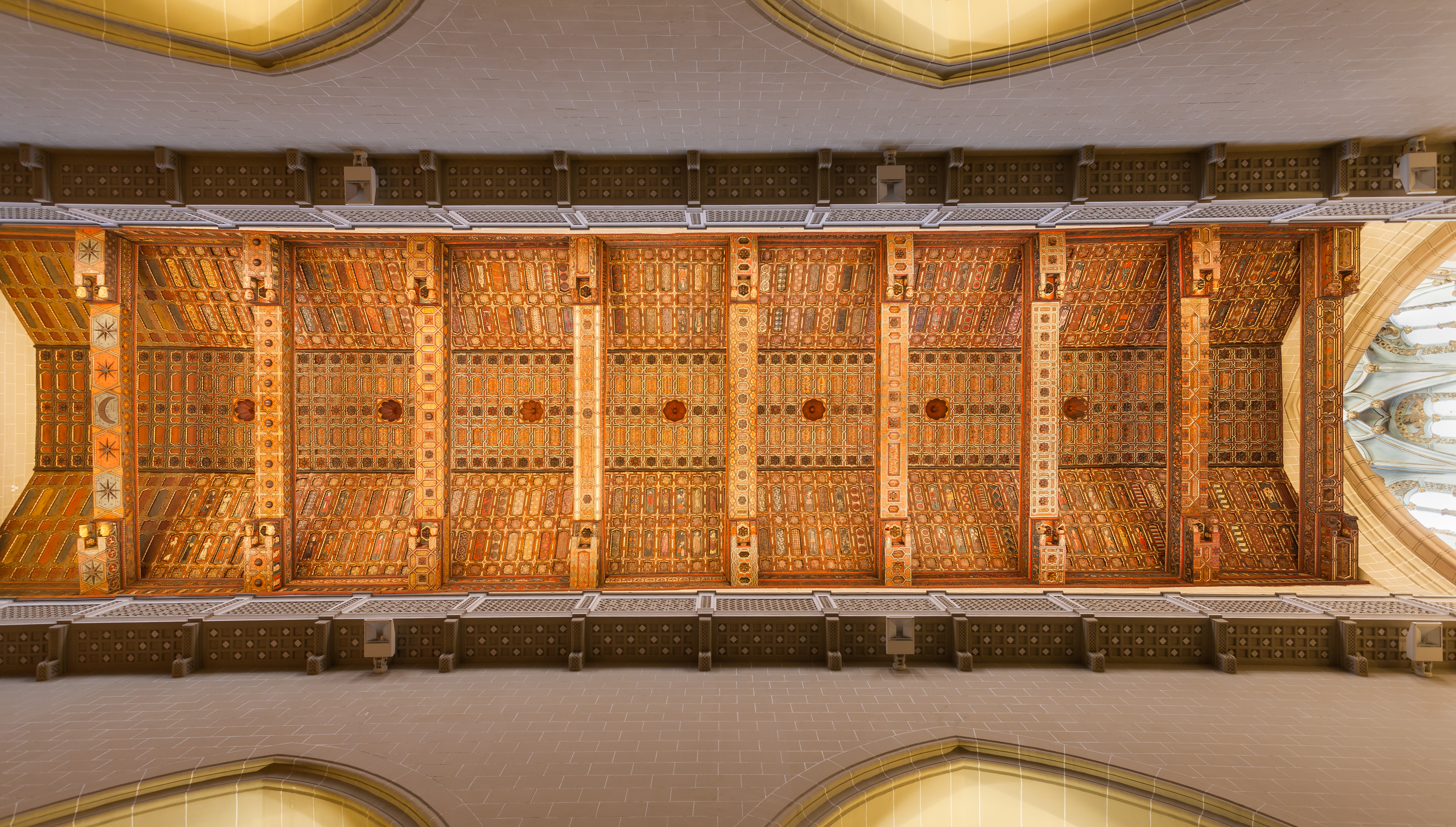
Artesonado-Decke

Die unter dem Patrozinium von Mariä Aufnahme in den Himmel (spanisch Nuestra Señora de la Asunción) stehende römisch-katholische Kathedrale von Teruel in Teruel, Spanien, ist der Sitz des im Jahr 1851 errichteten Bistums Teruel y Albarracín. Im Jahr 1931 wurde der Kirchenbau als Kulturgut (Bien de Interés Cultural) eingestuft; seit 1986 ist er als Teil der Mudéjar-Architektur in Aragón als UNESCO-Weltkulturerbe anerkannt.

## Lage
Die nur etwa 35.000 Einwohner zählende Stadt Teruel liegt am Fluss Turia in einer Höhe von etwa 940 m. Die Kathedrale befindet sich im Zentrum der Altstadt.

## Geschichte
Im Jahr 1171 wurde Teruel nach über 450 Jahren muslimischer Herrschaft wieder christlich (Reconquista). Man begann unverzüglich mit dem Bau der Kirche Santa María de Mediavilla, deren im Mudéjarstil errichteter Turm im Jahr 1257 begonnen wurde. In dieser Zeit entstand eine neue dreischiffige Kirche in einfachem gotischen Stil. Der Bautenkomplex mit seinem eindrucksvollen Glockenturm (campanario) wurde im Jahr 1577 Sitz des neu gegründeten Bistums Teruel, dem im Jahr 1851 das bereits seit Bistum Albarracín angegliedert wurde.

## Architektur

### Außenbau
Markantester Bauteil ist der ca. 45 m hohe, unten quadratische, oben achteckige und mit einer Laterne abschließende Glockenturm, dessen Außenseiten beinahe zur Gänze mit Schmuckelementen (überschneidende Bögen, Zahnschnittdekor mit eingestellten Ziersäulen aus Keramik etc.) überzogen sind. Das im Neomudéjar-Stil erbaute Portal auf der Südseite der Kirche wurde im Jahr 1909 fertiggestellt.

### Inneres
Die Steinarchitektur im Innern des Langhauses bietet eher schlichte gotische Formen: das Mittelschiff ist jedoch mit einer äußerst kleinteiligen Artesonado-Konstruktion gedeckt. Über der Vierung erhebt sich ein reich verzierter oktogonaler Tambour mit Laterne.